# Marek Ordon
Marek Stanisław Ordon (ur. 3 sierpnia 1947 w Kamienicy Polskiej) – polski górnik, poseł na Sejm PRL VII kadencji.

## Życiorys
W 1966 został stażystą w KGHM Lubin, a od 1967 zatrudniony był w Kopalni Rud Żelaza „Osiny” w Osinach – Wydział Kopalnia „Dębowiec”. Początkowo pracował jako cieśla wentylacyjny, a następnie od 1968 jako nadgórnik. W latach 1971–1975 studiował na studiach wieczorowych Politechniki Częstochowskiej. Należał do Związku Młodzieży Socjalistycznej, do Polskiej Zjednoczonej Partii Robotniczej wstąpił w 1967. W 1976 uzyskał mandat posła na Sejm PRL w okręgu Częstochowa. Zasiadał w Komisji Budownictwa i Przemysłu Materiałów Budowlanych oraz w Komisji Spraw Zagranicznych. Ponadto pełnił funkcję sekretarza Sejmu.

## Odznaczenia
- Brązowy Krzyż Zasługi (1974)